# Strikeforce Challengers: Fodor vs. Terry
Strikeforce Challengers: Fodor vs. Terry foi um evento de artes marciais mistas promovido pelo Strikeforce. O episódio do décimo sexto episódio do Challengers ocorreu em 24 de junho de 2011 no ShoWare Center em Kent, Washington.

## Background
Antwain Britt era esperado para enfrentar Danillo Villefort. No entanto, em 15 de Junho, os dois lutadores desistiram por lesões durante os treinos.
A luta entre Budd e de Randamie foi a primeira luta feminina na história da Zuffa.

## Ligações Externas
- Official Strikeforce site